# Запис Милошевића крушка (Балајнац)
Запис Милошевића крушка (Балајнац) се налази на парцели чији је власник Милошевић Бобан.

## Локација
| Општина             | Деспотовац                                                                  |
| Катастарска општина | Балајнац                                                                    |
| Потес               | Репак                                                                       |
| Координате          | 44° 05′ 41″ С; 21° 21′ 42″ И / 44.094799999999999° С; 21.361799999999999° И |
| Надморска висина    | 230m                                                                        |

## Карактеристике
Дендрометријске вредности утврђене на терену и сателитским снимцима:
| Стабло                     | Крушка |
| Висина стабла              | m      |
| Обим дебла                 | m      |
| Пречник крошње             | 11m    |
| Пречник дебла              | m      |
| Висина дебла до прве гране | m      |

## База записа
Запис је у оквиру Викимедија пројекта "Запис - Свето дрво" заведен под редним бројем 0641.